# Joseph Hartmann
Pour les articles homonymes, voir Hartmann.
Joseph Hartmann est un footballeur professionnel français, né le 19 décembre 1935 à Paris. Il évoluait au poste de milieu de terrain.

## Carrière
- 1958-1959 :  RC Paris (D1) : 6 matchs, 1 but
- 1959-1960 :  CA Paris (D2) : 35 matchs, 17 buts
- 1960-1961 :  Lille OSC (D2) : 32 matchs, 13 buts[1]
- 1961-1962 :  Lille OSC (D2) : 27 matchs, 9 buts
- 1962-1963 :  Lille OSC (D2) : 25 matchs, 4 buts
- 1963-1964 :  ASSE (D1) : 3 matchs, 0 but
- 1964-1965 :  AS Aix (D2) : 22 matchs, 5 buts

## Palmarès
- Champion de France de D1 en 1964 avec l'AS Saint-Étienne